# Regne del Pont
El Regne del Pont (en llatí Regnum Pontii) va ser un regne situat a la part nord de l'Àsia Menor. Els antics habitants eren el bebrics. El Regne del Pont es va fundar l'any 291 aC per Mitridates I del Pont, durant el període hel·lenístic. Estava localitzat al nord-est de la península d'Anatòlia, a la mateixa costa del mar Negre, entre els rius Fasis i Halis. S'ha de considerar un estat iranià hereu de la cultura persa, però des dels seus orígens va experimentar una contínua influència de la cultura hel·lènica a causa de les colònies gregues de la costa del mar Negre i a les relacions amb els seus veïns del Regne de Pèrgam i de l'Imperi Selèucida.
El territori es va haver de sotmetre a l'Imperi Persa l'any 546 aC, però les tribus de les muntanyes van restar independents. Es va constituir en satrapia persa (satrapia XIX de Darios I el Gran) que governaven prínceps de la casa reial. Les tribus es governaven pels seus caps locals hi havien de pagar taxes i aportar soldats al sàtrapa, si bé algunes no eren sotmeses.
El seu nom deriva de «Pont Euxí», nom que van donar els grecs jonis al mar Negre. Gradualment, el territori es va identificar amb aquest nom i en algun moment del segle iii aC es va reduir a Pont, que vol dir simplement mar. El més probable és que el nom de Pont no fos originalment el nom propi del regne: va arribar a ser-ho només durant el regnat de l'últim rei (Mitridates VI Eupator), coincidint amb el seu zenit i major expansió, cosa que va provocar una sèrie de guerres amb la República Romana conegudes com les Guerres Mitridàtiques. Després de la mort de Mitridates VI, el regne va ser desmantellat per Roma l'any 63 aC.

## Independència
El 363 aC el sàtrapa Ariobarzanes II del Pont va sotmetre les tribus de l'interior. El seu successor Mitridates II va quedar de fet independent després de la fi de l'imperi Persa a mans d'Alexandre el Gran (després del 334 aC); a partir del 321 aC va aprofitar les lluites entre els diàdocs per ampliar els seus territoris. Va morir vers el 301 aC i el va succeir el seu fill, Mitridates III (rei Mitridates I del Pont).

## Les Guerres Mitridàtiques
Sota Mitridates VI Eupator, el gran, es van produir les Guerres Mitridàtiques un enfrontament amb la República Romana, on Mitridates va ser derrotat i la seva filla Eupatra portada a Roma per ser exhibida en el triomf del general junt amb molts altres captius. Al final de la guerra Gneu Pompeu va annexionar la part occidental del Pont (fins a Ischiopolis i la frontera de Capadòcia) a Bitínia i va donar la resta a prínceps veïns (per exemple a Deiotarus I de Galàcia, l'anomenat Pont Gàlata entre l'Iris i el Halis).
El Còlquida Aristarc va rebre una porció del país i Farnaces II, fill de Mitridates VI, va rebre Crimea (Regne del Bòsfor). La part central entre l'Iris i Farnàcia és menys clar fins que el 36 aC Marc Antoni la va donar a Polemó I, fill de Farnaces II i des de llavors el territori va ser conegut com a Pont Polemoniac (Pontus Polemoniacus) juntament amb la Petita Armènia, quedant separats a la seva mort, i la viuda Pitodoris la va transferir al rei Arquelau de Capadòcia, per la qual cosa després es va conèixer amb el nom de Pont Capadoci. El Pont Polemoniac va passar a l'Imperi a la mort de Polemó II, i va ser convertit en província romana l'any 63, sota el mateix nom tot i que sovint administrada juntament amb la província de Galàcia.
Cap a l'any 294 la província pòntica es va dividir en dues: a l'oest el Diospont (que va recuperar el Pont Capadoci), i a l'est el Pont Polemoniac. Al segle iv el Diospont es va rebatejar amb el nom d'Hel·lenopont i al segle v es va ampliar cap a l'est per la zona de costa, però va perdre el Pont Capadoci (que va passar a Capadòcia Segona), quedant llavors la resta de la província integrat a Armènia.

## Història
En el seu origen va ser una satrapia de l'Imperi Persa, consolidada pel sàtrapa Ariobarzanes II l'any 363 aC, que va aconseguir sotmetre a les tribus de l'interior i estabilitzar la satrapia. El futur de la regió va ser alterat radicalment quan l'any 334 aC Alexandre el Gran va iniciar les seves campanyes a Anatòlia. Després de les batalles del Grànic i d'Issos el poder de Pèrsia a Àsia Menor es va ensorrar. La satrapia del Pont no va ser inicialment ocupada pels exèrcits grecs, generant-se un buit de poder que va consolidar a Mitridates II com a governador.

### Naixement

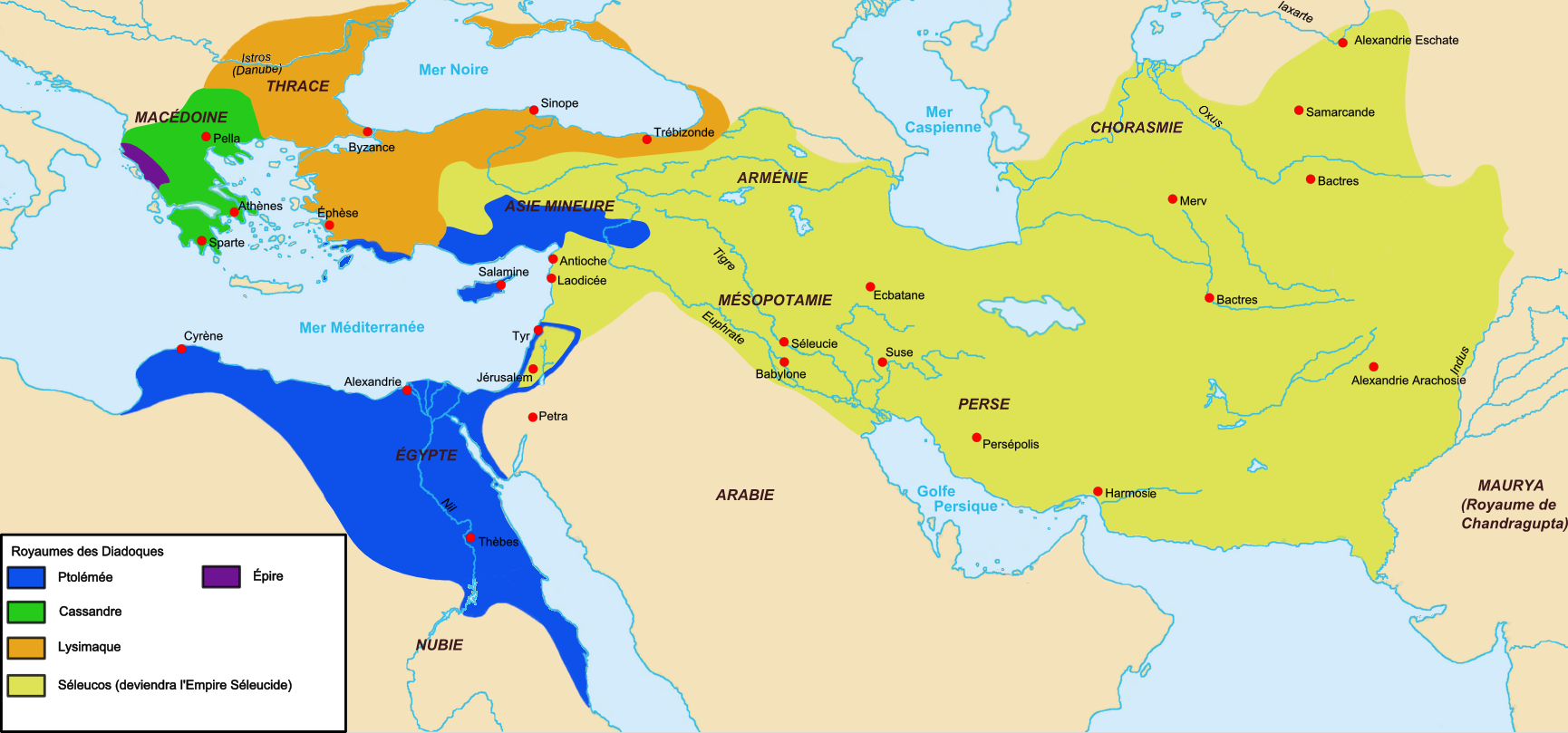
Mapa dels territoris dels Diadocs.

Després de la mort d'Alexandre, Àsia Menor va ser assignada a Antígon el borni pel tractat de Triparadisos de 321 aC, i la regió del Pont en algun moment desconegut com tributària d'Antígon. Un dels assistents d'Antígon era Mitridates, el fill de l'antic sàtrapa governador de Cios, que era amic personal del fill d'Antígon, Demetri I de Macedònia. Antígon va assassinar al pare de Mitridates a la seva ciutat, l'any 302 aC, possiblement per evitar la seva unió a la lliga de Cassandre de Macedònia i els seus confederats. La seva intenció era també assassinar Mitridates a fi d'evitar possibles venjances, però abans que Antígon portés a terme els seus plans Mitridates va rebre l'advertència del seu amic Demetri, el fill d'Antígon, avisant del perill que corria. El jove Mitridates I del Pont va fugir aquella nit de Capadòcia juntament amb sis genets i es va refugiar a la fortalesa de Cimiata, a Paflagònia. Després de la derrota de les forces d'Antígon i Demetri en la batalla d'Ipsos, el poder macedoni a la regió es va esvair i molts es van unir a Mitridates per veure-hi al legítim governant de la regió ja que era membre de la desapareguda casa reial persa. En els anys següents, Mitridates I va expandir el seu domini pel Pont i va lliurar continus combats contra els selèucides. Durant aquest temps va crear les bases per al naixement d'un nou regne. Finalment va assumir l'any 281 aC el títol de rei (Βασιλεύς,basileus). Durant el seu regnat, Mitridates va signar una aliança amb la ciutat Bitínia de Heraclea Pòntica per concedir protecció contra Seleuc I Nicàtor. Va ser succeït pel seu fill Ariobarzanes del Pont i enterrat en un mausoleu reial al costat d'Amasya, la capital inicial del regne. Tots els reis del Pont tindrien sepultura al seu costat fins a la conquesta i conversió de Sinope (Turquia) en capital l'any 183 aC Apià afirma en la seva obra que Mitridates era descendent en vuitena generació del primer sàtrapa del Pont sota Darios el Gran i antecessor en sisena de Mitridates VI Eupator. En canvi, els llibres de Plutarc afirmen que les generacions entre Mitridates I i VI del Pont van ser vuit. Poc més se sap del seu regnat, que va concloure després de 36 anys.

### Consolidació

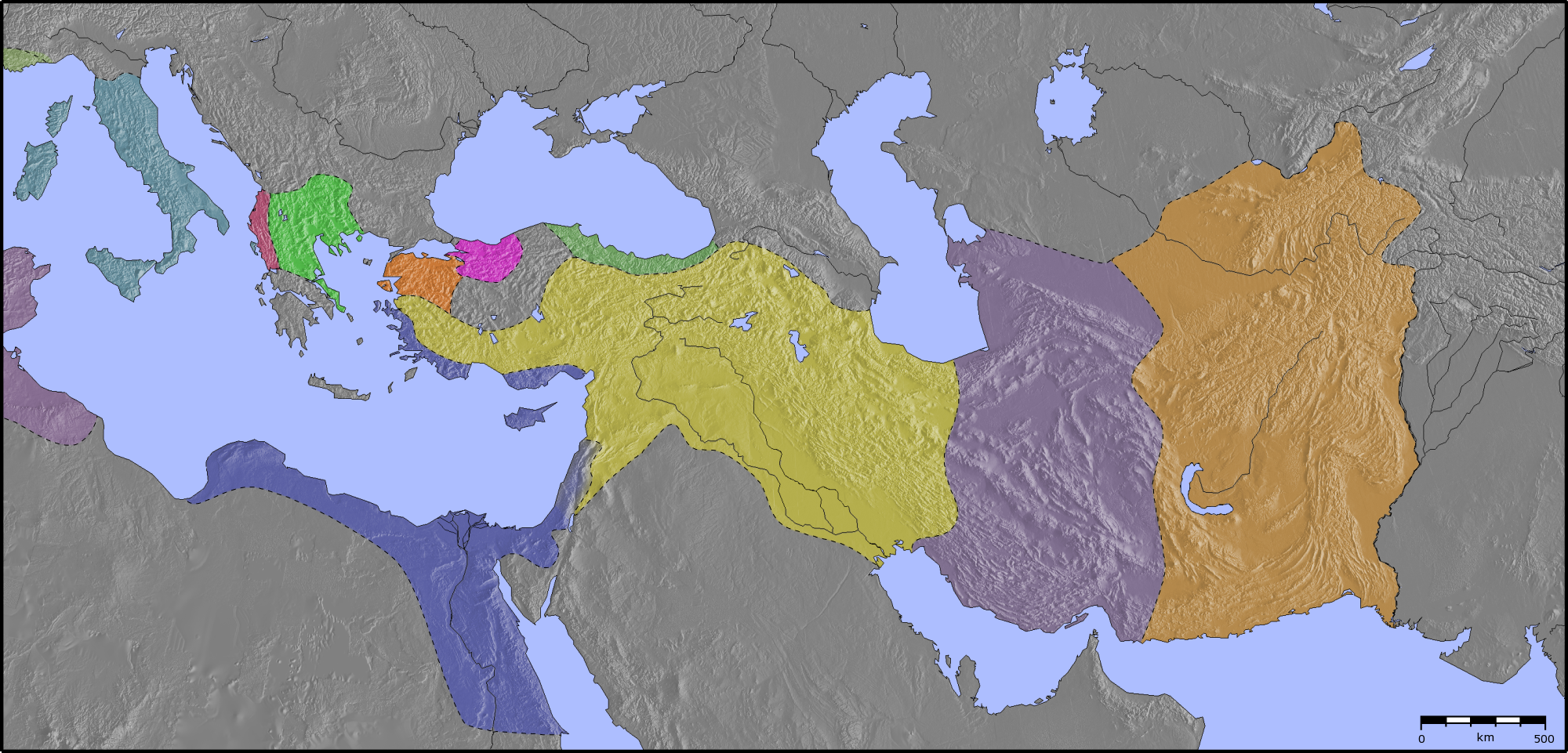
República Romana
Cartago
Regne de l'Epir
Regne de Macedònia
Egipte làgida
Regne del Pont
Imperi Selèucida
Regne de Pèrgam
Regne de Bitínia
Imperi Part
Regne grec de Bactriana

Després de la caiguda de l'imperi d'Antígon, Ptolemeu Soter, el governador d'Egipte, es va fer amb moltes de les seves possessions a Anatòlia. Ptolemeu va aprofitar els problemes interns dels selèucides per iniciar la Primera Guerra síria l'any 274 aC contra els selèucides, amb la pretensió de continuar estenent els seus dominis a Síria i Àsia Menor, el que li va portar a enfrontar-se a diversos estats, entre ells el Pont. Ariobarzanes va derrotar les forces enviades en contra per Ptolemeu I d'Egipte amb l'ajuda de tropes gal·les, recentment instal·lades a Àsia. En aquests enfrontaments, Egipte no va aconseguir controlar Àsia Menor, però va augmentar els seus territoris controlant el sud de Síria i Fenícia. A més de consolidar la seva posició com a primera potència naval de la Mediterrània oriental. Després d'acabar la guerra l'any 271 aC, Egipte controlava nombrosos enclavaments que s'estenien des de les Cíclades a Samotràcia, i els ports i ciutats costaneres de Cilícia, Tràquea, Pamfília, Lícia i Cària. Després de la mort d'Ariobarzanes, el seu fill va haver de fer front a una invasió pels gàlates, que van ser expulsats amb èxit.
Anys després, l'any 260 aC, va començar la Segona Guerra síria en la qual Antígon II Gònates i Antíoc II Theós, successor d'Antíoc I Sòter, es van aliar i van atacar a Ptolemeu II, que per la seva banda va intentar atreure al seu bàndol a Èumenes I de Pèrgam. La guerra va concloure l'any 253 aC amb la derrota de la flota egípcia a Cos, en la qual el faraó va perdre el predomini naval a l'Egeu. Això va motivar la pèrdua del control de molts territoris per part d'Egipte a Àsia Menor i que el Regne del Pont entrés dins de l'esfera d'influència selèucida. Egipte va continuar controlant algunes ciutats del sud d'Anatòlia, sense seguir influint decisivament a la regió.

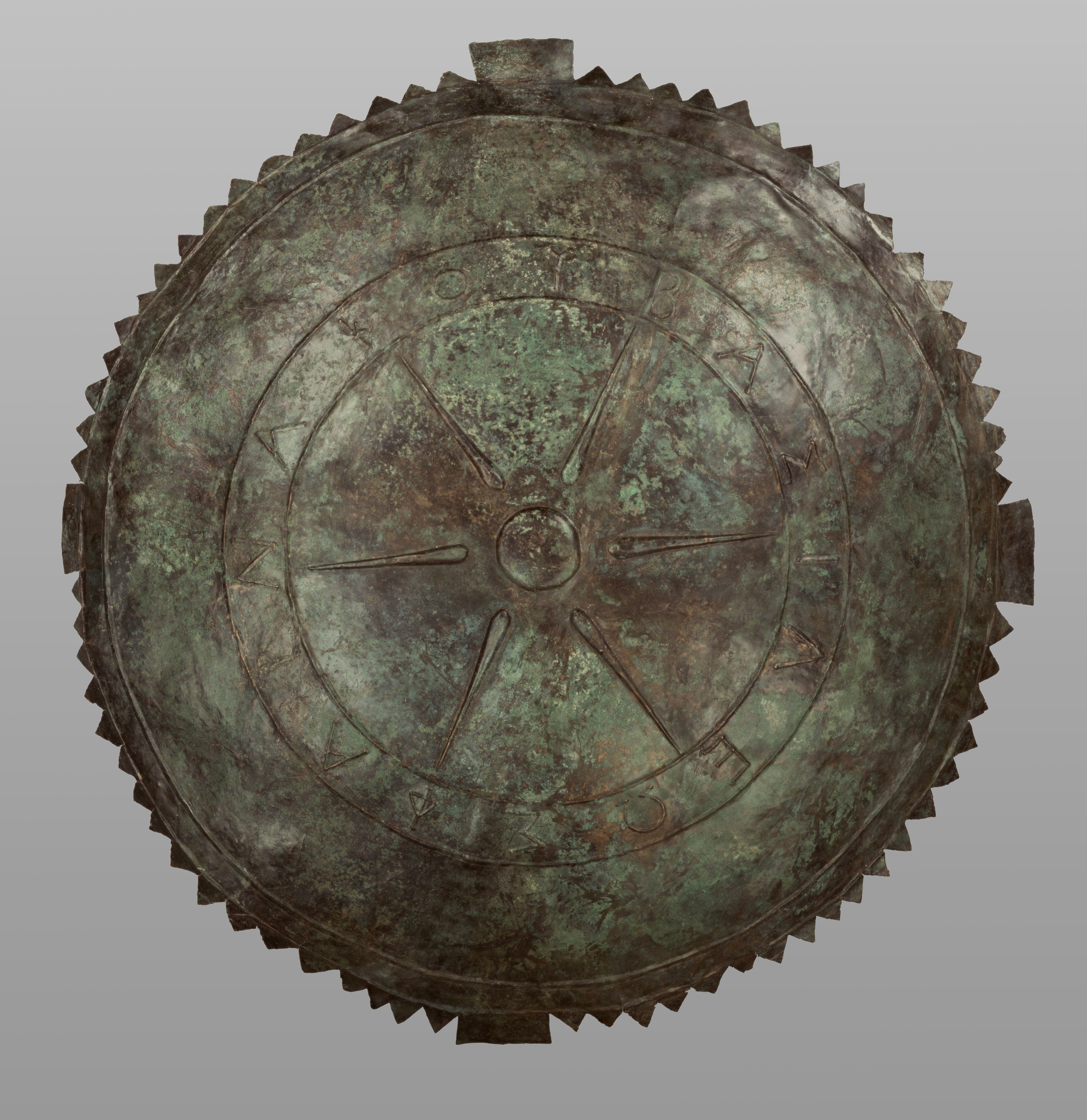
Escut amb el nom de Farnaces.

Mitridates II va consumar la política d'acostament amb l'Imperi Selèucida casant-se amb Laodice, filla de Seleuc II Cal·línic, rebent la província de Frígia com a dot. L'any 222 aC va lliurar en matrimoni la seva filla, la princesa pòntica Laodice, a Antíoc III. El 220 aC va iniciar una guerra contra la rica ciutat grega de Sinope, que va comptar amb ajuda enemiga enviada des de Rodes. L'aventura militar va acabar en fracàs, i per esta època Capadòcia es va independitzar del Pont sota el rei Ariarates IV. No hi va haver successos notables fins a l'arribada al tron de Farnaces I del Pont, cinquè rei del Pont, que entre els anys 184 aC i 170 aC després de la Guerra Romano-Síria va involucrar al Pont en un conflicte amb diversos dels seus veïns, entre ells el Regne de Pèrgam governat per Èumenes II, que havia estès àmpliament el regne fins a l'est a costa dels selèucides, cosa que li va portar a alguns enfrontaments i repetides ambaixades de tots dos a Roma. Durant el transcurs de la guerra, els pòntics van conquerir l'any 183 aC la ciutat lliure de Sinope (Turquia), convertint-la en la capital del regne. Rodes, protectora d'aquesta ciutat, va enviar una ambaixada a Roma protestant per l'agressió, però no van obtenir resultat. L'any 181 aC, sense esperar la tornada del seu ambaixador, Farnaces I va enviar a Leòcrit juntament amb deu mil homes a saquejar la terra dels Gàlates. A la primavera, va reunir les seves tropes novament amb la pretensió d'envair Capadòcia, governada per Ariarates IV. Èumenes, en veure violats els tractats, també es va posar al capdavant del seu exèrcit, però les hostilitats es van suspendre aviat, amb l'arribada dels enviats del senat romà, disposats a investigar les causes de la disputa. Es van acordar negociacions a Pèrgam, però no van obtenir resultat i les demandes de Farnaces van ser rebutjades. La guerra va continuar fins a l'any 179 aC, quan Farnaces va ser incapaç de fer front a les forces combinades dels seus enemics i va sol·licitar un acord de pau, veient-se obligat a cedir les seves conquestes a Paflagònia i Capadòcia a excepció de Sinope. El regne el va heretar el seu germà Mitridates IV del Pont, que va iniciar una política amistosa del regne del Pont amb Roma i els seus aliats, en haver enviat una força en auxili de la Lliga establerta amb el Pèrgam  contra Prúsies II de Bitínia. El seu successor va ser el seu nebot Farnaces I del Pont, qui va continuar la política d'aliança amb Roma, col·laborant amb vaixells i una petita força auxiliar a la Tercera Guerra Púnica (150 aC-146 aC). Posteriorment va prestar plena assistència a la guerra contra Aristònic (131 aC-130 aC). Pels seus serveis a Roma va ser recompensat pel cònsol Mani Aquil·li l'any 129 aC amb la província de Frígia. El Senat va rescindir les actuacions del cònsol acusat de suborn, però Mitridates va mantenir la possessió de Frígia fins a la seva mort. També va intentar estendre la seva influència a la regió amb el matrimoni de la seva filla Laodice amb Ariarates VI de Capadòcia. El seu regnat va acabar de forma tràgica, perquè va ser assassinat a Sinope en una conspiració del seu entorn immediat, que possiblement incloïa a membres de la família. En l'aspecte cultural, el seu regnat es va caracteritzar per fortes tendències helenitzants, i va ser recordat per les seves generoses donacions a Atenes i a Delos i per la seva gran veneració a Apol·lo.

### Regnat de Mitridates VI
L'any 120 aC, després de diversos anys de regència de la seva mare, va arribar al tron Mitridates VI Eupator. Després d'assassinar la seva mare i el seu germà, va continuar amb la política expansionista del seu pare, intentant unificar totes les terres a la vora del mar Negre: Bitínia, Tàurica i Capadòcia. Amb els recursos necessaris i un exèrcit capaç, va iniciar un programa d'expansió principalment en la direcció oposada als dominis romans. Ràpidament es va apoderar de la Còlquida, la llegendària terra a la qual van arribar Jàson i els argonautes per obtenir el velló d'or. Va estendre el seu poder per les costes septentrionals del mar Negre on, sis segles abans, s'havien establert ciutats gregues en el que és ara la Península de Crimea, formant el Regne del Bòsfor, a qui va prendre com protectorat l'any 115 aC per la seva incapacitat de defensar-se davant les incursions escites. Va afirmar la dominació del Pont sobre Galàcia i Capadòcia i va formar una estreta aliança amb el Regne d'Armènia. L'any 91 aC va expulsar del seu tron al rei Nicomedes IV de Bitínia. Roma, recelosa dels plans de Mitridates, va restaurar l'any 90 aC a Nicomedes III en el seu tron. En no estar preparat llavors per a una guerra contra Roma, Mitridates es va sotmetre i va prometre tropes auxiliars per a la Guerra Social (91-88 aC) a Itàlia.

#### Primera Guerra Mitridàtica
El governador romà d'Àsia Mani Aquil·li (cònsol l'any 101 aC) va exigir una indemnització per al rei Nicomedes, a la qual Mitridates va contestar que ell mateix era creditor de Roma, ja que havia subornat a nombrosos senadors i no pensava pagar-la. És llavors quan Roma va incitar Nicomedes, rei de Bitínia, a envair el Pont. Mitridates per la seva part va instal·lar al seu fill com a rei de Capadòcia l'any 89 aC Aquests fets van motivar l'inici de les hostilitats amb Roma. Mani Aquil·li es va posar al capdavant de l'exèrcit romà d'Àsia i de Cilícia i de la flota romana que es trobava a Bizanci. Mitridates va formar un exèrcit de 300.000 homes, 130 carros de guerra, 300 navilis, hoplites grecs, escites i genets armenis. Va dividir l'exèrcit en dos cossos: el primer enviat al nord-oest contra Aquil·li i els bitinis, el segon contra la província romana d'Àsia i Cilicia. L'any 88 aC, Mitridates va respondre a l'atac de Nicomedes amb un potent contraatac. El seu comandant, Arquelau, va derrotar l'exèrcit bitini a la Batalla del riu Amnios i a l'exèrcit romà comandat per Aquil·li a la Batalla de la Muntanya Scorobas. El general romà Aquil·li va ser lliurat per la ciutat de Mitilene i ajusticiat, mentre la flota romana del mar Negre simplement es va rendir. El Pont va passar a controlar Capadòcia, Bitínia i la província romana d'Àsia. La majoria de les ciutats gregues d'Àsia Menor, pertanyents a l'antic Regne de Pèrgam, com la pròpia Pèrgam, Efes i Milet, van rebre a Mitridates com un alliberador de l'explotació romana.

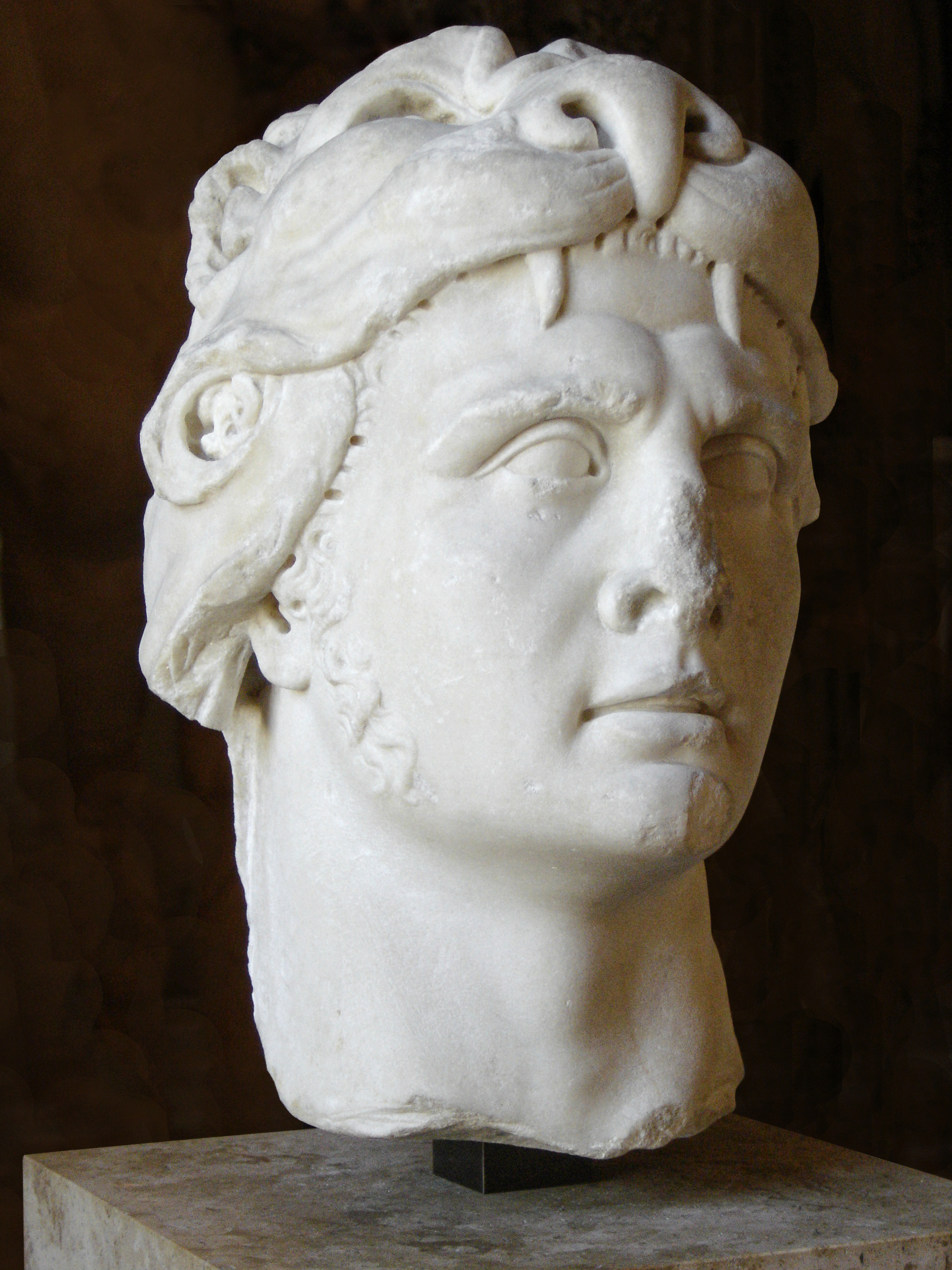
Bust de Mitridates VI Eupator. La seva invasió de la província romana d'Àsia en el 89 aC i, sobretot, la seva massacre d'empresaris italians a l'any següent, el van convertir en l'enemic públic número u de la República Romana.

De totes les regions i aliats grecs, només Rodes va mantenir la seva fidelitat a Roma, el que va provocar que els habitants del Regne del Pont emprenguessin la guerra contra ells, tant per mar com per terra, però sense aconseguir doblegar ni trencar la voluntat de Rodes. En una de les batalles navals contra els rodis, Mitridates va estar a punt de ser capturat. Després de fracassar en els seus plans d'envair Rodes, va escriure a totes les ciutats gregues d'Àsia ordenant que assassinessin a qualsevol ciutadà romà que hi hagués a Àsia. Segons les fonts històriques, al voltant de 80.000 persones van ser executades en unes jornades conegudes com les «Vespres asiàtiques».
L'any 88 aC, després de la ràpida expansió del Pont, gran part de la Grècia continental que estava igualment explotada per Roma va donar suport a Mitridates VI. Roma va contraatacar enviant a Luci Corneli Sul·la que va aconseguir recuperar Beòcia, El Pireu i Atenes. Mentrestant els alts costos de la guerra, que van ser suportats per les ciutats gregues d'Àsia, van motivar revoltes contra el poder pòntic en ciutats costaneres com Colofó, Esmirna i Efes durant l'any 87 aC. Paral·lelament, a la ciutat de Roma, el partit popular es va apoderar del Senat Romà, després de la tornada de Gai Mari des de l'Àfrica propiciat per Luci Corneli Cinna. Això va deixar a Sul·la en una situació precària en ser aquest un Optimat (conservador) contrari als populars. Els populars van iniciar la persecució i assassinat sistemàtic dels seguidors de Sul·la, acarnissant-se amb els seus familiars directes, els seus amics i les seves propietats. Mentre, a Grècia, Sul·la va prendre Atenes en el 86 aC, es va enfrontar a les forces pòntiques a Queronea i Orcomen, derrotant-los ambdues vegades. Aquest mateix any Roma, governada dictatorialment per Cinna, va enviar un exèrcit a Grècia contra el Pont i contra Sul·la. L'exèrcit enviat pel senat estava al comandament del cònsol romà Luci Valeri Flac (segle i aC) i del legat romà Gai Flavi Fímbria. Valeri va ser posteriorment assassinat per dos dels seus homes, de manera que tot el comandament va recaure en Fimbria. Fimbria va travessar a Bitínia amb l'ajuda de la ciutat de Bizanci i va conquerir algunes ciutats per acord i va capturar a altres per la força. Els pòntics es van enfrontar a l'exèrcit Romà de Fimbria liderats pel príncep Mitridates, fill de Mitridates VI, acompanyat pels generals Taxiles, Diofanto i Menandre. Es van enfrontar a Fimbria amb una gran força, però van patir una derrota aclaparadora a causa d'un atac nocturn dels romans, aconseguint escapar juntament amb la cavalleria a Pèrgam. Després d'aquesta derrota gran part de les ciutats gregues van tornar a alinear-se en el bàndol romà.
Les derrotes pòntiques i els canvis polítics haguts a Roma van propiciar una situació desfavorable tant per Luci Corneli Sul·la com per Mitridates. Aquesta coincidència va motivar que els dos homes s'entrevistessin per signar el tractat de pau de Dárdanos al 85 aC, pel qual el Pont va lliurar a Sila 70 navilis, 2.000 talents i va renunciar a les seves possessions a la Capadòcia i a Bitínia.

#### Segona Guerra Mitridàtica
En finalitzar la Primera Guerra Mitridàtica, Luci Corneli Sul·la va deixar a Mitridates el control del seu regnat malgrat haver estat derrotat. El pretor Luci Licini Murena es va quedar a Àsia al comandament de duess legions que durant la guerra havien format part del contingent dirigit per Gai Flavi Fímbria. Murena va acusar Mitridates d'estar rearmant els seus exèrcits i va envair el Pont. Quan va ser derrotat per Mitridates, Murena va decidir que el més savi era obeir les ordres de Sul·la i deixar al rei i el seu regne en pau.

#### Tercera Guerra Mitridàtica
Mitridates es va recuperar de la guerra recolzant-se en el seu gendre, el rei d'Armènia. L'any 75 aC va morir el rei de Bitínia, Nicomedes, i Roma va buscar annexionar-se el territori, declarant bastard al seu hereu. Mitridates va respondre donant suport al seu dret al tron i va envair Bitínia i Capadòcia. Es va aliar amb Sertori, que lluitava a Hispània. Inicialment, l'any 74 aC, l'exèrcit pòntic va vèncer als romans envaint gairebé tota la província d'Àsia, però posteriorment, després del final de les guerres civils, el Senat Romà va tornar a dirigir la seva atenció cap al Regne del Pont, amb la intenció de venjar les jornades de les Vespres asiàtiques. Va lliurar el comandament de la campanya a Pompeu que, partint de Cilícia, es va dirigir a través de Capadòcia cap a l'Alt Eufrates. Pompeu va obtenir una gran victòria entre l'Eufrates i Nicòpolis. Mitridates va fugir al Regne del Bòsfor on va reorganitzar el seu exèrcit i va planejar, igual que Aníbal, lluitar contra Roma a Itàlia. L'any 63 aC el seu fill Farnaces II del Pont es va revoltar a Panticapea i Mitridates va ser forçat a suïcidar-se.

### Final del regne
La meitat occidental va ser annexionada primer a la província de Bitínia, formant la doble província de Pont i Bitínia. La meitat oriental va ser lliurada al gàlata Deiotarus I. L'any 47 aC Farnaces II del Pont, rei del Bòsfor i fill de Mitridates VI, va aprofitar la Segona Guerra Civil de la República Romana per expandir els seus dominis, va envair la Còlquida i part del Regne de Galàcia. El rei gàlata Deiotarus, que era vassall de Roma, va demanar ajuda al lloctinent cesarià de la província d'Àsia, Gneu Domici Calví Màxim. Farnaces es va enfrontar ràpidament amb les forces romanes provincials, obtenint la victòria. Confiat per la seva victòria, va envair la resta de territoris de l'antic regne del seu pare, el Pont i part de Capadòcia.
Juli Cèsar va tenir notícies dels fets a Egipte i va iniciar la marxa cap al Pont per enfrontar-se a Farnaces. La batalla entre les tropes cesarianes i les de Farnaces va tenir lloc al nord de Capadòcia, a prop de la ciutat de Zela. L'enfrontament va derivar amb celeritat en una victòria romana, aniquilant completament les forces enemigues. Farnaces va fugir cap al Bòsfor amb una petita secció de les seves tropes de cavalleria. Sense cap poder, va ser assassinat per un antic rival al tron del Bòsfor. Després de la campanya, Juli Cèsar va pronunciar les seves famoses paraules al Senat romà: veni, vidi, vici, en al·lusió a la rapidesa i totalitat de la seva victòria.
El territori oriental del Pont va ser lliurat novament al rei Deiotarus de Galàcia. Després de la seva mort el 41 aC, Galàcia va seguir controlant la meitat oriental del Pont durant alguns anys, amb reis titelles imposats per Roma fins a la seva annexió definitiva l'any 63 i la seva unió a la província de Galàcia-Capadòcia. L'any 62, Neró va dividir el país en tres províncies: Pont Gàlata, a l'oest, Regne del Pont Polemoniac, al centre, i Pont Capadòci, a l'est. Ja l'any 295, Dioclecià va establir quatre províncies: Paflagonia, Diospontus, Pont Polemoniac, i Armènia Menor. Alexandre Sever va unir el territori a Galàcia i en va fer una sola província, des del 248 fins al 279. Al començament del segle iv, es va tornar al sistema de dues províncies: Diospontus i Pont Polemoniac, i així es va mantenir fins a l'Imperi Romà d'Orient.

## Societat

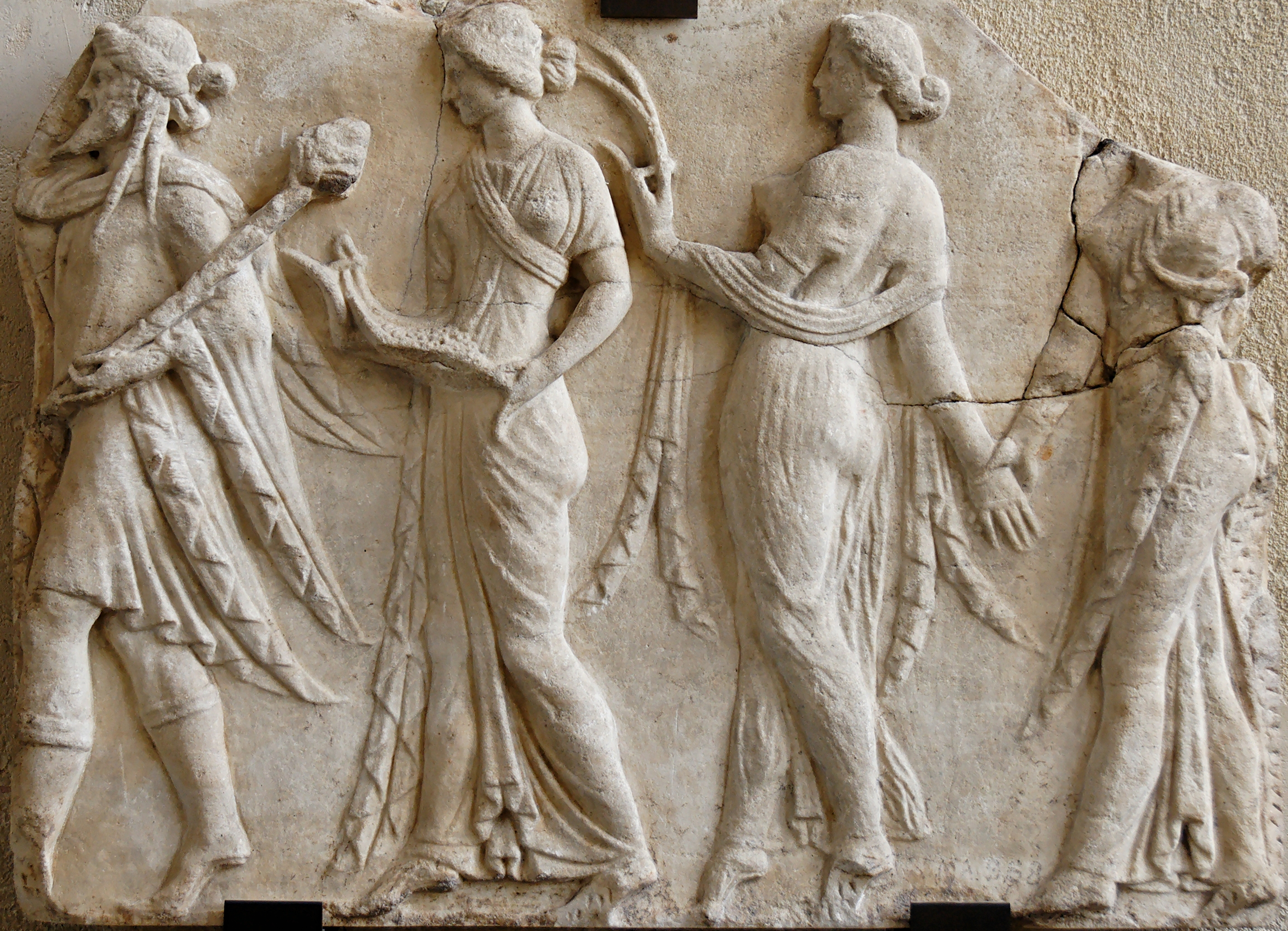
Relleu grec, un exemple d'art hel·lenístic. La majoria dels artistes del Pont van ser grecs de les colònies de l'Àsia Menor.

La informació disponible, excepte per als últims reis pòntics, és molt escassa i fragmentària. Existeixen importants epígrafs i la coincidència que l'antic historiador Estrabó fos natural d'Amasia, l'antiga capital del Pont.
Les conquestes d'Alexandre el Gran va possibilitar que tot l'Orient fos influenciat per la cultura i les relacions comercials gregues, encara que les costes d'Anatòlia portaven segles rebent la influència grega a través de les nombroses colònies que s'hi van establir. Són destacables les dues ciutats que van ser capitals del Regne del Pont: Amasia i Sinope. En l'àmbit militar, també es va estendre la influència grega, introduint la utilització de les falanges per tot Orient, en combinació amb les velles costums iranianes com disparar l'arc muntats a cavall, arts que havien de dominar els reis del Pont.
El Regne del Pont es va caracteritzar per una marcada distinció entre la classe rural i la urbana. La distància social entre les classes altes i les baixes va ser accentuada per les diferències culturals que prevalien entre elles. Les ciutats costaneres estaven plenament hel·lenitzades, en canvi, només es pot especular que en algunes zones rurals va penetrar la civilització grega. Els territoris muntanyosos llunyans de la costa van seguir aferrats tenaçment als seus antics llenguatges, costums i formes de vida. Sense cap mena de dubte, el Pont és un exemple més de la propagació de la cultura hel·lènica després de les conquesta d'Alexandre en altres regions bàrbares. Això també va afectar la concepció i idea de la reialesa, que es va veure embolicada en cercles grecs cada vegada més influents i poderosos, acabant per adoptar les pautes d'educació i els criteris successoris que predominaven en les grans dinasties macedònies. Sense obviar la permanència de certs trets ancestrals, que es van mantenir possiblement amb la idea a legitimar l'hereu respecte a la noblesa iraniana i al conjunt de població indígena, en particular la rural, a la qual agradava veure en el rei l'encarnació tradicional de la sobirania, al marge d'uns canvis que afectaven sobretot a algunes elits de la societat pòntica.
La cultura del Regne del Pont va ser una síntesi entre la civilització iraniana i l'hel·lènica, conservant elements de l'època persa i introduint-ne de nous procedents de l'hel·lenisme. Hi va haver una evolució gradual cap a aquest últim.

## Dinastia Artabàzida oMitridàticade sàtrapes perses
- Artabazos, sàtrapa del Pont cap a l'any 490 aC fins potser el 470 aC
- fill d'Artabazos, sàtrapa entre el 470 aC i el440 aC aproximadament
- Ariobarzanes I del Pont sàtrapa del Pont circa 440 aC circa 410 aC
- Mitridates I sàtrapa del Pont al voltant del 410 aC fins al 363 aC
- Ariobarzanes II del Pont sàtrapa del Pont del 363 aC al 337 aC
- Mitridates II sàtrapa del Pont (sobrenom Ktistos) del 337 aC al 301 aC (independent cap a l'any 334 aC)
- nominalment dins els dominis d'Antígon entre el 316 aC i el 301 aC

## Dinastia Mitridàtica de reis del Pont

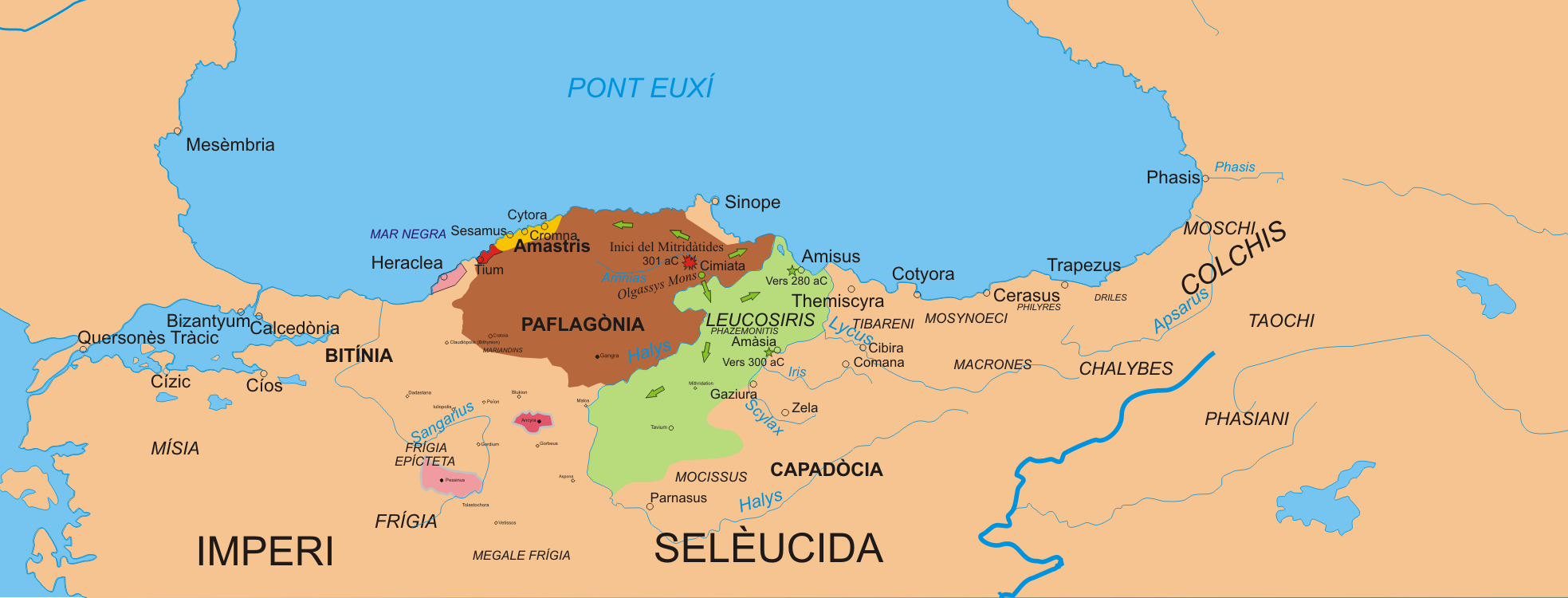
Pontus 301-270 BC

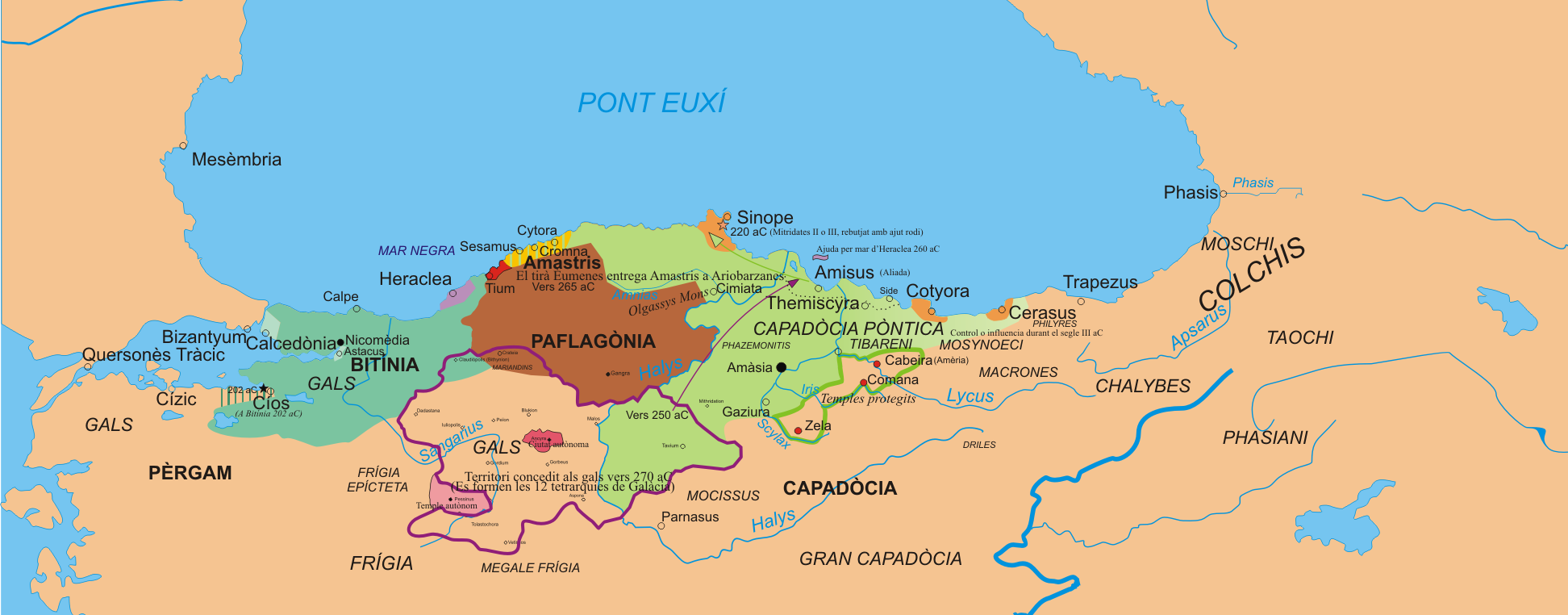
Pontus 270-188 BC

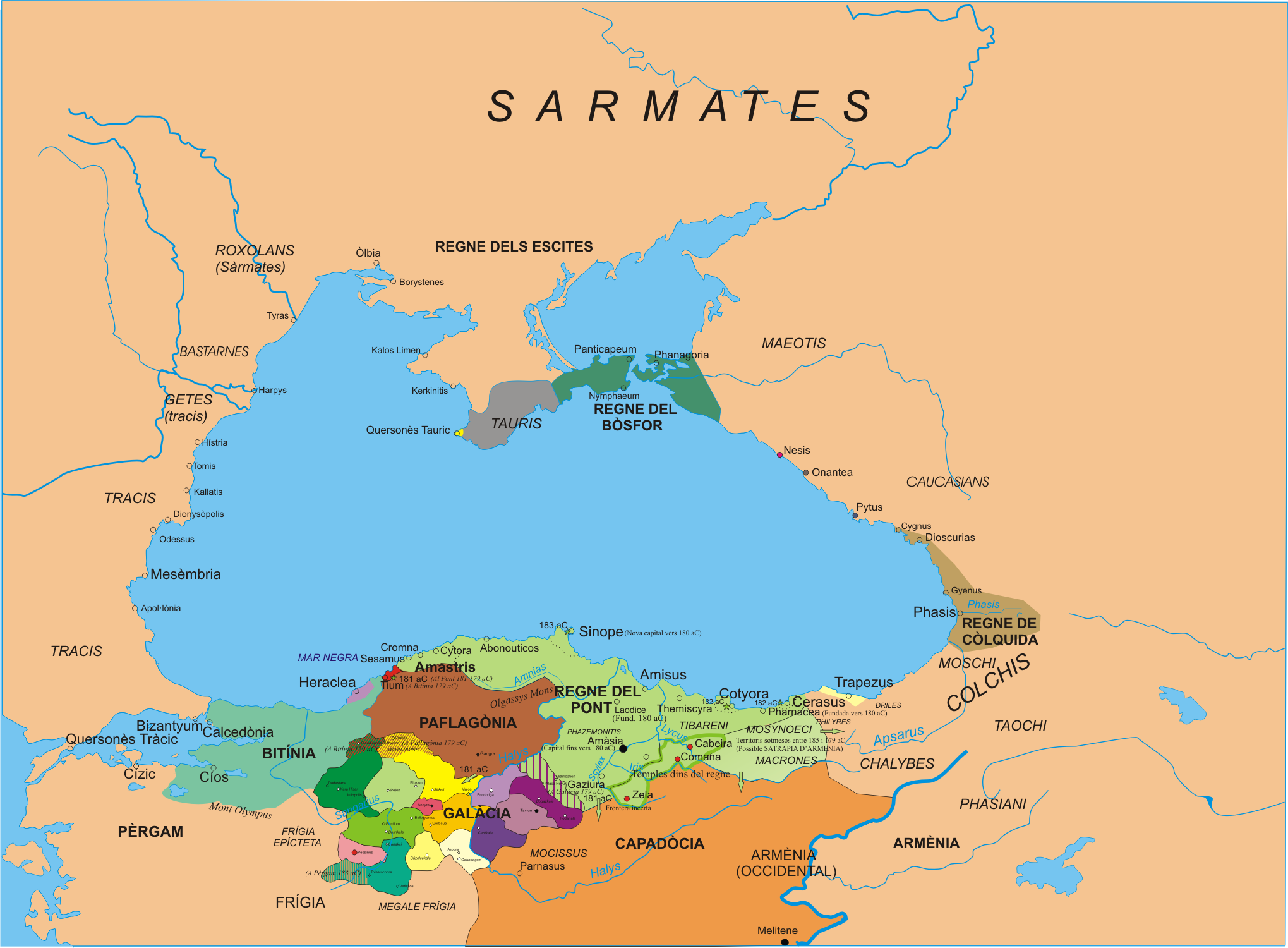
Pontus 188-160 BC

- Mitridates I del Pont 301 aC - 265 aC
- Ariobarzanes III del Pont 265 aC potser fins al 240 aC
- Mitridates II del Pont entre el 240 aC i el 220 aC aproximadament
- Mitridates III del Pont potser entre el 220 aC i el 185 aC
- Farnaces I del Pont al voltant del 185 aC fins potser el 170/160 aC
- Mitridates IV del Pont Filòpator Filadelf del 170/160 aC al 150 aC aproximadament
- Mitridates V Evergetes del 150 aC al 121 aC
- Mitridates VI Eupator 121 aC - 63 aC 
  - Laodice (reina) 120 aC - 115 aC
- Deiotarus I de Galàcia (protegit de Roma) 63 aC - 47 aC
- Farnaces II del Pont i I del Bòsfor 63 aC - 47 aC
- A Roma 47 aC a 46 aC
- Ariobarzanes III de Capadòcia i IV (II) del Pont (cedit en part per Cèsar) 46 aC a 42 aC
- Ariarates X de Capadòcia i I del Pont 42 aC - 39 aC
- Darios del Pont 39 aC - 37 aC
- Polemó I (rei del Bòsfor del 14 aC al 8 aC) 37 aC - 8 aC
- Pitodoris (reina) 8 aC - 19
- Artaxes (Zenó del Pont) 19 - 27
- annexat a Roma 27 - 38
- Polemó II (rei del Bòsfor 38 - 39) 38 - 64
- a Roma 64